# Paquistão nos Jogos Olímpicos de Verão de 1948
O Paquistão competiu nos Jogos Olímpicos de Verão de 1948, realizados em Londres, Inglaterra.